# Kampina & Oisterwijkse Vennen
Kampina & Oisterwijkse Vennen is een Natura 2000-gebied (nummer 133) in de Nederlandse provincie Noord-Brabant. Het omvat gebieden in de gemeenten Boxtel, Oirschot, Oisterwijk en Tilburg.
Kampina en de naastgelegen Oisterwijkse vennen en bossen vormen samen een voorbeeld van het licht glooiende Brabants dekzandlandschap, met paraboolduinen, bossen, vennen, heide en overgangen naar schraalgraslanden in beekdalen.

## Aanwijzing
De staatssecretaris van Economische Zaken, Sharon Dijksma, heeft op 25 april 2013 de 'Kampina & Oisterwijkse Vennen' als Natura 2000-gebied aangewezen.